# Várzea (Felgueiras)
Várzea is een plaats (freguesia) in de Portugese gemeente Felgueiras en telt 2412 inwoners (2001).